# Carabodes microtrichus
Carabodes microtrichus är en kvalsterart som beskrevs av Sandór Mahunka 1984. Carabodes microtrichus ingår i släktet Carabodes och familjen Carabodidae. Inga underarter finns listade.